# Vasilij Dementěvič Poležajev
Vasilij Dementěvič Poležajev (rusky Василий Дементьевич Полежаев; 25. dubna 1909 – ? 1972, Moskva) byl jedním z významných budovatelů moskevského metra. Od roku 1929 žil v Moskvě, podílel se již na výstavbě prvního úseku v první polovině 30. let (Sokolničeská linka). Později se vypracoval na stavbyvedoucího při budování novějších úseků. V roce 1963 získal ocenění Hrdina socialistické práce. Roku 1972 byla otevřena stanice metra Poležajevskaja, pojmenovaná po něm.

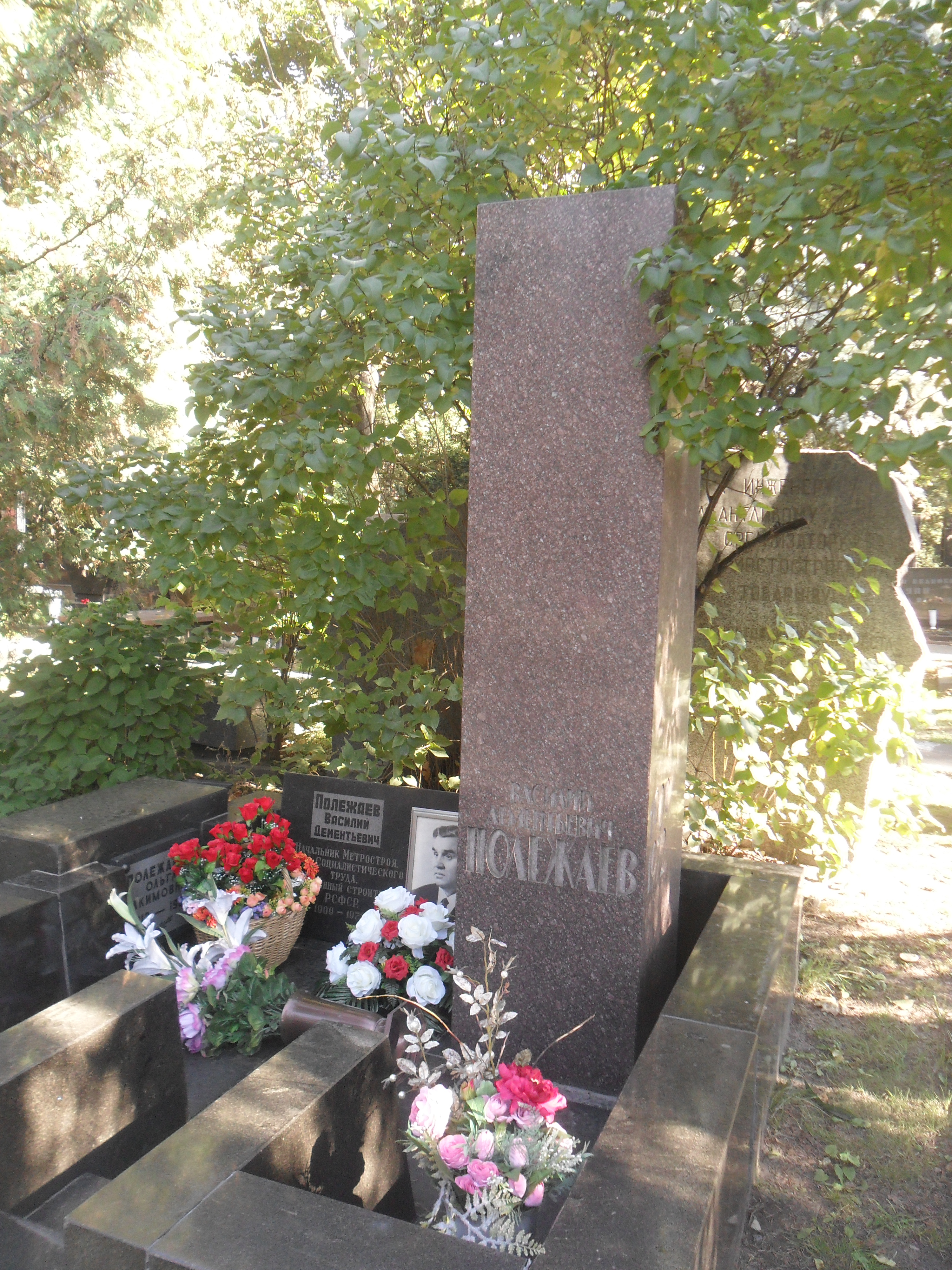
Náhrobek na Novoděvičím hřbitově